# Lorraine 37L
La Lorraine 37L, ou selon sa désignation officielle au sein de l'armée française Tracteur de ravitaillement pour chars 1937 L (TRC 37L), est une chenillette développée par Lorraine-Dietrich pendant l'Entre-deux-guerres, juste avant le déclenchement de la Seconde Guerre mondiale. Elle répond à une commande de l'armée française lancée en avril 1936 pour un véhicule de transport de carburant et de munitions complètement blindé, destiné à ravitailler les unités de chars sur la ligne de front.
Un prototype est construit en 1937, et la production démarre en 1939. Entretemps, le châssis sert également au développement de deux modèles de transports de troupes et un chasseur de chars. Équipant les principales unités mécanisées de l'infanterie française, la Lorraine 37L est largement employée pendant la bataille de France en mai-juin 1940. Après l'armistice, le régime de Vichy poursuit clandestinement ses projets, et aboutit à la conception d'un véhicule de combat blindé. Après la libération de la France, la production reprend, portant le nombre total de chenillettes produites à 630 exemplaires.
L'Allemagne a utilisé de nombreux exemplaires capturés (environ 300), d'abord dans leur rôle de ravitailleur puis, trouvant les chenillettes et en particulier leurs suspensions particulièrement fiables, en les convertissant en de multiples versions, en chasseurs de chars (les Marder I) ou en canons automoteurs. Ce travail a notamment été l'œuvre du Baukommando Becker.

## Conception
En 1934, le Haut-commandement français donne l'ordre de mettre au point un véhicule de ravitaillement permettant d'augmenter l'autonomie des unités de chars. Cette année-là, le tracteur chenillé de ravitaillement Renault 36R est retenu pour poursuivre sa mise au point ; trois-cents exemplaires sont commandés en 1938. Néanmoins, ce tracteur n'est que partiellement blindé ; aussi, le 17 avril 1936, le Haut-Commandement lance un nouvel appel à projets pour, cette fois-ci, un engin de ravitaillement complètement blindé, capable d'approvisionner en essence et en munitions les chars engagés directement sur la ligne de front.
Début 1937, Lorraine-Dietrich termine son prototype. Il s'agit d'une version rallongée d'un modèle de tracteur chenillé servant à l'approvisionnement de l'infanterie, proposé en 1931 comme alternative à la chenillette Renault UE. En février 1937, la commission du matériel, c'est-à-dire la « Commission de Vincennes », est convoquée pour évaluer ce prototype, et elle a jusqu'au 1er novembre 1937 pour se prononcer, quand bien même les tests ne seraient pas achevés alors. Le prototype n'arrive devant la commission que le 9 juillet, et est testé jusqu'au 4 août. Bien que le véhicule atteigne les 30 km/h, celle-ci chute à 22,8 km/h lorsqu'il lui est adjoint sa citerne d'essence en remorque, ce qui rend le modèle inacceptable du point de vue de la commission. De fait, retour aux ateliers pour le prototype, pour qu'on lui substitue un moteur plus puissant et un embrayage plus performant. De retour sur la piste d'essai entre le 22 septembre et le 29 octobre, la Lorraine 37L atteint désormais les 35 km/h exigés par la commission.

## Production
La Commission de Vincennes approuve le projet fin 1937, particulièrement satisfaite de la robustesse de ses suspensions. Ce dernier point fait qu'en septembre 1939, au déclenchement de la Seconde Guerre mondiale, la totalité de la production de ces suspensions est réservée pour des modèles les plus grands de chez Lorraine. Le modèle Lorraine devant servir d'alternative à la chenillette Renault UE, bien qu'également en bonne voie pour être validée par la Commission parmi les autres candidates, n'est pas mis en production ; la commande de cent exemplaires passée au début de 1939 est alors transformée en une commande supplémentaire de Lorraine 37L.
En 1938, l'armée passe trois commandes, de 78, 100 et encore 100 exemplaires pour ce Tracteur de Ravitaillement pour Chars 1937 L (TRC 37L). En 1939, une quatrième commande, encore pour 100 véhicules, puis une cinquième pour 74 nouvelles chenillettes, ainsi que la conversion de la commande de 100 modèles courts type Renault UE en Lorraine 37L porte le nombre total de chenillettes commandées à 552 exemplaires. Le premier véhicule est livré par Lorraine-Dietrich le 11 janvier 1939, et au 1er septembre 1939, ce sont 212 véhicules qui ont été perçus par l'armée française.
Après le déclenchement du conflit, l'intention du Haut-Commandement d'augmenter fortement le nombre de formations blindées devait pousser à augmenter en conséquence les commandes de Lorraine 37L, portant à 1 012 leur nombre théorique. Devant être livrées à raison de 50 véhicules par mois, ce rendement devait être porté à soixante-dix exemplaires mensuellement. Afin de permettre à Lorraine-Dietrich de répondre à cette hausse soudaine de la demande, une partie de la production est confiée à Fouga, basée à Béziers, dont on escomptait une production mensuelle de vingt à trente unités. En réalité, cette production théorique n'est jamais atteinte ; on compte vingt exemplaires livrés en janvier 1939, et trente-deux en février 1940 (au cumul des deux constructeurs). Au 26 mai 1940, 432 ont été livrés par Lorraine et Fouga, sur les 440 exemplaires produits. La production se poursuit durant la bataille de France, et ce sont au total environ 480 exemplaires qui ont été produits à l'arrêt des combats, le 25 juin 1940.
En 1939 et 1940, la production se fait principalement à l'usine Lorraine de Lunéville. Début 1939, on décide de bâtir une usine plus au sud, moins vulnérable en cas de bombardement allemande, à Bagnères-de-Bigorre. « L'Atelier de Bagnères » n'a certes produit aucune chenillette avant l'armistice mais, comme l'usine Fouga de Béziers, elle se trouve en Zone libre. Le régime de Vichy poursuit la production des chenillettes après juin 1940 à hauteur d'environ 150 unités. Certaines chenillettes verront leur châssis raccourci, la suspension se réduisant à deux bogies par côté.
Officiellement, aucune production n'a de destination militaire, il s'agit de tracteurs agricoles, de tracteurs forestiers ou d'engins de travaux ; néanmoins, le « Tracteur Lorraine 37L 44 » constitue en fait une production clandestine de véhicules de combat blindés, dont la conversion reste aisée. Les ateliers de construction d'Issy-les-Moulineaux produisent en secret des coques blindées pour ces véhicules, qui sont stockées de manière clandestine. Après l'occupation de la Zone sud en novembre 1942, bon nombre de ces prétendus tracteurs sont cachés. Au printemps 1944, la Résistance française attaque l'usine de Bagnères sur ordre de Londres, les Alliés soupçonnant que sa production était en fait destinée à l'effort de guerre allemand. Afin d'éviter d'autres attaques, la Résistance est informée des intentions réelles de la firme et est impliquée dans le programme de production clandestine durant l'été 1944, obtenant la promesse de pouvoir les armer et les utiliser. Les vingt premières sont livrées en janvier 1945, et les usines continuent de modifier des véhicules jusqu'à la fin du conflit, à raison d'une vingtaine par mois, la plupart du temps en ajoutant une superstructure montée d'une mitrailleuse, à l'avant ou à l'arrière du châssis.

## Description
Dérivé d'un projet précédent de chenillette, la Lorraine 37L est un véhicule plutôt petit, faisant juste 1,57 m de large. Lorraine donne un peu plus d'espace en allongeant la caisse, donnant un châssis long de 4,22 m, son véhicule ayant dès lors une allure oblongue. Dépourvue de tourelle ou de superstructure, la chenillette fait seulement 1,215 m de haut. Ces dimensions réduites, associées à un faible blindage - 9 mm sur les côtés constitués de plaques rivetées, 6 mm pour le fond et le dessus de la caisse et 12 mm pour la section arrondie en fonderie du nez — assurent à la chenillette un faible poids : la TRC 37L fait seulement 5,24 tonnes à vide, l'adjonction de sa remorque ajoutant 1,2 t.
De par le faible poids de l'engin, les suspensions sont plutôt robustes et très fiables comparées aux différents systèmes utilisés par les divers blindés en service à l'époque au sein de l'armée française, qui sont soit très complexes soit peu résistants. Six grandes roues de route rassemblées par paires en trois bogies assurent une bonne répartition de charge au sol, conférant au véhicule la capacité de se déplacer même sur des sols peu favorables (sable, marécage). Chaque bogie est libre dans son mouvement selon l'axe vertical, sa suspension étant assurée par un ensemble inversé de ressorts à lames, disposé juste sous le cheminement supérieur de la chenille, les trois ensembles se logeant entre les quatre galets de roulement supportant le retour de chenille. Les chenilles font 22 cm de large. Les roues dentées d'entraînement se trouvent à l'avant, animée par la transmission se logeant dans le nez du véhicule. Les deux membres d'équipage, pilote à l'avant gauche, sont séparés par le levier de vitesses. L'entrée se fait par deux larges écoutilles d'accès, l'écoutille supérieure s'ouvrant vers le haut, l'écoutille basse vers le bas.
Le compartiment moteur, disposé au centre du véhicule, est séparé du compartiment de pilotage par une cloison. Un silencieux se trouve à l'extérieur gauche du véhicule, sous un capotage blindé. Tous les véhicules du type sont motorisés par un Delahaye type 135, 6 cylindres en ligne, de 3 556 cm3 de cylindrée, développant 70 ch à 2 800 tr/min, pour une vitesse de pointe de 35 km/h. La chenillette est capable de franchir un gué de 60 cm, une tranchée de 130 cm, une pente à 50 %. Le réservoir de 144 L lui donne une autonomie théorique de 137 km.
Comme pour la Renault UE, la TRC 37L était livrée avec une remorque chenillée blindée dotée de deux roues de route de chaque côté, comportant une benne blindée permettant de transporter soit une charge de 810 kg de munitions, soit un réservoir d'essence de 565 L ; la remorque chargée pouvait atteindre les 1 890 kg, portant le poids du convoi à 6,05 t, et sa longueur à 6,9 m. Avec ses 155 cm de largeur, la remorque est un peu moins large que la chenillette, mais plus haute avec ses 133 cm. La remorque comporte également une pompe à essence Vulcano et des conteneurs à huile, graisse, eau et d'autres ustensiles nécessaires à l'entretien des chars.

## Mission tactique et organisation
En 1939, la Lorraine 37L a progressivement rejoint les unités de ravitaillement des bataillons de chars, mais cette arrivée correspond à un changement de pensée tactique concernant l'usage de l'arme blindée. Au début des années 1930, la doctrine française favorisait la construction de ceintures de protection toujours plus profondes afin de contrer les tactiques d'infiltration de l'infanterie ennemie, empêchant ainsi les attaques de se développer suffisamment jusqu'à devenir des manœuvres de grande envergure, champ dans lequel les Français semblaient conscients d'être moins fins stratèges que leurs adversaires les plus probables, les Allemands. Considérant que tout ennemi devrait se défendre de la même manière, la branche blindée de l'infanterie française s'était d'abord préoccupé du problème épineux de parvenir à percer un système de défense en profondeur similaire, rendant nécessaire une coopération importante avec l'infanterie à pied. Néanmoins, l'autre morceau de cette stratégie, l'enveloppement des forces ennemies, avait été jusque-là laissé de côté.
À la fin des années 1930, la situation a évolué. Disposant enfin d'un grand nombre de chars de conception moderne puissamment blindés, l'infanterie devient confiante en sa capacité à percer le système défensif ennemi, du moment qu'elle bénéficie d'un appui d'artillerie ou d'un appui aérien dans le cadre d'une tactique combinée. Durant la même période, l'évolution de la situation politique mène à penser qu'il serait nécessaire d'entreprendre des offensives à grande échelle pour mettre l'Allemagne à genoux. Bien que peu d'officiers militent alors pour la création de grandes unités blindées capable de réaliser à la fois la percée et son exploitation lors de la poursuite — ce qui requerrait une telle quantité de troupes entraînées que cela en devient impossible — il est convenu que la « masse de manœuvre », c'est-à-dire le nombre de blindés effectuant la rupture, devait être capable d'envelopper immédiatement les positions défensives ennemies et de repousser les réserves blindées ennemies contre-attaquant, sans quoi l'élan de l'attaque serait immédiatement brisé, la brèche ne restant pas assez longtemps entrouverte pour permettre aux divisions d'infanterie motorisée de venir occuper les positions stratégiques de l'espace conquis et aux divisions de cavalerie blindée d'exploiter la percée.
Toutefois, cela pose un sérieux problème logistique : il est impossible à de simples camions de suivre de près les chars évoluant sur le champ de bataille. La procédure relative au ravitaillement exigeait que les chars retournent sur leurs positions de départ pour recevoir leur complément de carburant et de munitions. Bien que cela ait toujours été pratique lors de la guerre précédente durant laquelle le rythme des opérations était plus lent, ceci n'est plus acceptable lors d'une guerre moderne. Les chars doivent être ravitaillés directement sur le champ de bataille, afin de pouvoir poursuivre leur avance le plus vite possible. De fait, un véhicule de ravitaillement spécifique devient nécessaire, chenillé pour pouvoir franchir un terrain couvert de cratères et de tranchées, et blindé pour résister aux éclats d'obus, son secteur d'opération devant fort probablement se trouver en zone de concentration d'artillerie ennemie.
Le modèle a été fourni aux unités blindées évoluant au sein des formations d'infanterie et de cavalerie. Chaque bataillon de chars de combat (BCC), indépendant au sein des unités d'infanterie, a une dotation nominale de douze chenillettes Lorraine, quatre par peloton de ravitaillement destiné à chacune des trois compagnies du bataillon. Les BCC des divisions blindées dotées de chars B1 ou de B1 bis ont quant à eux vingt-sept TRC 37L : chacune des trois compagnies du bataillon dispose de six chenillettes dans son peloton de ravitaillement, plus une chenillette par peloton de chars, à raison de trois pelotons par compagnie. Cette dotation supplémentaire est rendue nécessaire afin de compenser la consommation exceptionnelle de carburant qu'ont les chars lourds, qui de plus disposent d'une moindre autonomie. Dans ce cas, chaque groupe de trois chars doit ainsi être immédiatement suivi par leur chenillette ravitailleuse attitrée.
Durant la bataille de France, lorsque des compagnies indépendantes sont formées, chacune dispose alors de quatre chenillettes, ou alors une dotation diminuée de huit Lorraine 37L par groupe de chars B1 bis. Néanmoins, les bataillons constitués de chars Renault FT  n'en sont pas dotés. Bien que la TRC 37L ne soit pas en usage au sein des troupes coloniales, le 67e BCC arrive en juin 1940 de Tunisie avec ses chars D1, on lui assigne des chenillettes. Les divisions d'infanterie mécanisée n'en sont pas dotées.
Dans les unités de cavalerie, chaque escadron de vingt chars dispose de trois Lorraine 37L, soit vingt-quatre par division légère mécanique (DLM). Les unités composées d'automitrailleuses AMR 35 ou AMD-178 n'emploient pas de Lorraine 37L, mais uniquement des camions, car la vitesse de la chenillette était jugée insuffisante pour suivre les automitrailleuses. Lorraine a proposé de remédier à ce problème en mettant en place un moteur plus puissant, l'amenant à 50 km/h, proposition restée sans suite. Pas de TRC 37L non plus au sein des divisions légères de cavalerie (DLC).
Théoriquement, les véhicules de ravitaillement devaient principalement se déplacer sur route, et retrouver les chars à des points de rendez-vous prédéfinis. Faire le plein constituait une opération relativement rapide, la pompe Vulcano pouvant en théorie débiter 565 L en quinze minutes ; le plein d'un char lourd prend donc en principe quarante à soixante minutes. La remorque-réservoir de la Lorraine 37L pouvait quant à elle être remplie auprès des camions à essence de la compagnie, transportant chacun 3 600 L de carburant. Les stocks de la compagnie devaient être complétés auprès des stocks du bataillon, le déplacement se faisant au moyen de camions chargés de jerricans de 50 L. Si ce mode de fonctionnement marchait bien d'un point de vue stratégique, il s'est révélé très incommode durant les opérations ; il arrivait donc que les chars soient directement ravitaillés par camion-citerne.

## Histoire au combat

### Bataille de France
Lors de l'attaque allemande du 10 mai, les unités blindées françaises disposaient théoriquement de 606 Lorraine 37L ; le nombre de chenillettes produites jusque-là était en effet insuffisant pour que chaque unité soit dotée à hauteur de ce qui lui était officiellement alloué. Environ un tiers des unités devait donc faire face à l'invasion sans ses chenillettes de ravitaillement. Ce même 10 mai, le grand quartier général français décide d'augmenter de moitié la dotation en TRC 37L des 1re et 2e divisions cuirassées (DCr) ; ces divisions blindées avaient été mises en réserve derrière Gembloux, en cas de tentative de percée allemande dans le secteur, et la faible autonomie des B1 bis ne manquait pas de tracasser les Français. Afin de rendre disponible suffisamment de tracteurs, la 3e DCr, encore en cours de constitution, doit se séparer de douze des siennes, réallouée à la 1re DCr. Ironiquement, la 3e DCr sera envoyée à Sedan pour tenter de bloquer la percée allemande, l'attaque du secteur de Gembloux n'étant qu'une diversion, tandis que la 1re DCr se faisait « cueillir » par surprise le 15 mai 1940 par les blindés allemands de la 7. Panzerdivision, alors que les chars étaient en train de faire le plein.
Pendant la campagne de France, les équipages des TRC 37L constatèrent rapidement qu'ils avaient besoin d'armer leur véhicule, et ils montèrent de manière improvisée des mitrailleuses sur leurs véhicules.

### En tant que véhicule de prise au sein de l'Axe
Un nombre considérable de chenillettes Lorraine 37L — entre 300 et 360 selon les sources — tombe entre les mains des Allemands après la campagne de France. Du fait de sa fiabilité, la Wehrmacht découvre un véhicule pleinement adapté aux tactiques de guerre de mouvement en vigueur en 1941 et 1942.
D'abord rebaptisée « Lorraine Schlepper (f) », elle est réutilisée telle quelle, les Allemands n'ayant pas à leur disposition de tracteur d'un type similaire. De plus, la Lorraine comble le besoin d'un véhicule de ravitaillement totalement chenillé ; dans ces fonctions, elle devient la « Gefechtsfeld-Versorgungsfahrzeug Lorraine 37L (f) » ou « Munitionstransportkraftwagen auf Lorraine Schlepper ».
Le 23 mai 1942, une commission présidée par Adolf Hitler évalue les capacités de conversion de la chenillette. Des conclusions de cette étude, Hitler ordonne la production d'une centaine de véhicules d'artillerie automotrice, basés sur la conversion des Lorraine 37L.
Ainsi sont commandées une quarantaine de « 15-cm schwere Feldhaubitze 13/1 (Sf.) auf Geschützwagen Lorraine-Schlepper (f) » et une soixantaine de « 10.5-cm leuchte Feldhaubitze 18/4 (Sf.) auf Geschützwagen Lorraine-Schlepper (f) ».
Pour la version lourde, conçue par Alkett et construite par le Baukommando Becker dans ses ateliers parisiens, les trente premiers exemplaires partent renforcer l'Afrikakorps, puis une deuxième tranche améliorée de soixante-quatre à soixante-douze véhicules sont produites.
Pour la version légère emportant une pièce d'artillerie de 10,5 cm, seuls vingt-six exemplaires sont produits ; les douze premiers, produits par Alkett, rejoignent les gepanzerte Artillerie-Regimenten (Sfl.) 1. u. 2. en septembre 1942 ; deux autres partent en décembre 1942 rejoindre l'Artillerie-Regiment 227. Douze derniers exemplaires sont produits par le Baukommando Becker en juillet 1943, et rejoignent le Panzer-Artillerie-Regiment 155. en septembre-octobre 1943. Ils connaîtront les combats du débarquement de Normandie.

## Variantes

### Conversions françaises

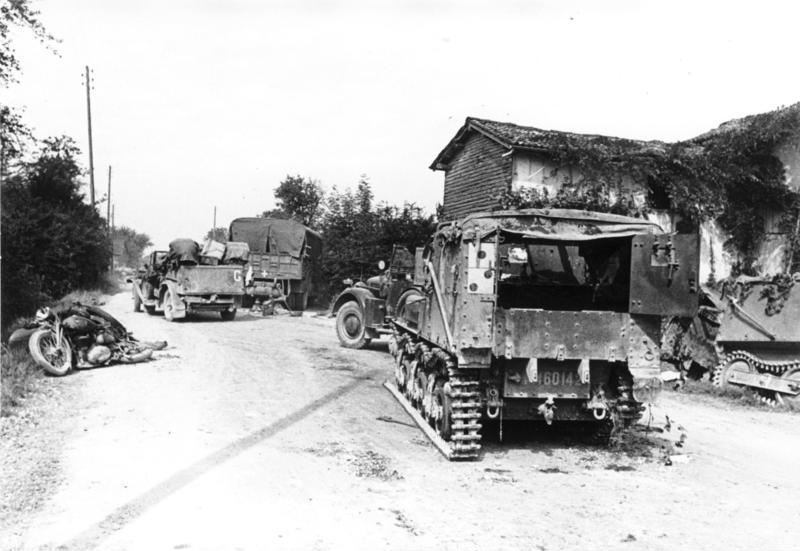
Une VBCP 38L abandonnée, 1940.

Le châssis de la Lorraine 37L a d'abord servi à la France de base pour quelques variantes :
- Premier développement ultérieur fait sur la base de la Lorraine 37L, la « Voiture blindée de chasseurs portés 38L », sorte de véhicule de transport de troupes. Comme la TRC 37L, cette Lorraine 38L est constituée d'un tracteur et d'une remorque chenillée blindée. Avec son chauffeur, un passager dans le compartiment de pilotage, quatre autres dans ce qui constituait la plateforme de chargement et six dans la remorque, sa capacité totale est de douze hommes.

Afin de protéger cette infanterie embarquée, une superstructure en forme de boîte, constituée de plaques de blindage, est ajoutée sur la benne et sur la remorque, avec des portes à l'arrière. 240 VBCP 38L sont commandées, dont seulement 9 avaient été livrées au 1er septembre 1939, et environ 150 le 25 juin 1940. De tous les belligérants de la bataille de France, l'armée française est ainsi la seule à utiliser un transport de troupes entièrement chenillé.
Ces véhicules étaient destinés aux bataillons de chasseurs portés, seul bataillon d'infanterie mécanisée au sein des DCr, et aux bataillons blindés des divisions d'infanterie. Néanmoins, le 10 mai, les 38L n'avaient pas encore été livrées aux divisions d'infanterie, elles utilisaient donc des semi-chenillés.
- Amélioration du VBCP 38L, le VBCP 39L est créé en agrandissant la plateforme de chargement pour lui permettre d'emporter huit soldats ; ce modèle sans remorque dispose donc d'une capacité de dix personnes.

L'espace supplémentaire a été trouvé en rehaussant le pont supérieur — le compartiment passagers n'avait pas de toit — et le glacis incliné est avancé davantage, venant jouxter le nez de l'appareil ; tout ceci faisait fortement ressembler le VBCP 38L au design des véhicules de transport de troupes d'après-guerre. 200 VBCP 39L sont commandés, mais aucun n'a encore été livré en juin 1940.
- D'autres essais, prototypes et séries limitées ont été tentés, dont un chasseur de chars armé d'un canon SA 37, le « Chasseur de Chars Lorraine », et un véhicule de commandement.

### Conversions allemandes

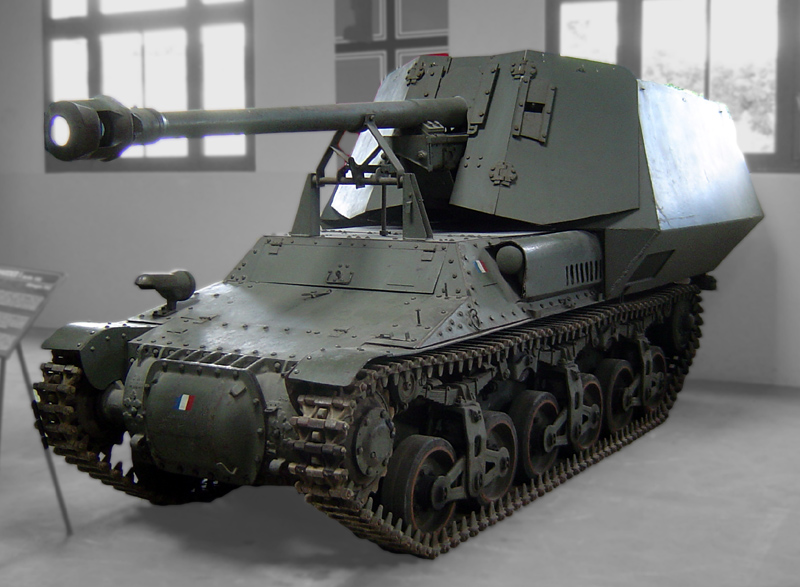
Le Marder I, chasseur de chars allemand, n'est autre qu'une conversion de la Lorraine 37L (Musée des blindés de Saumur).

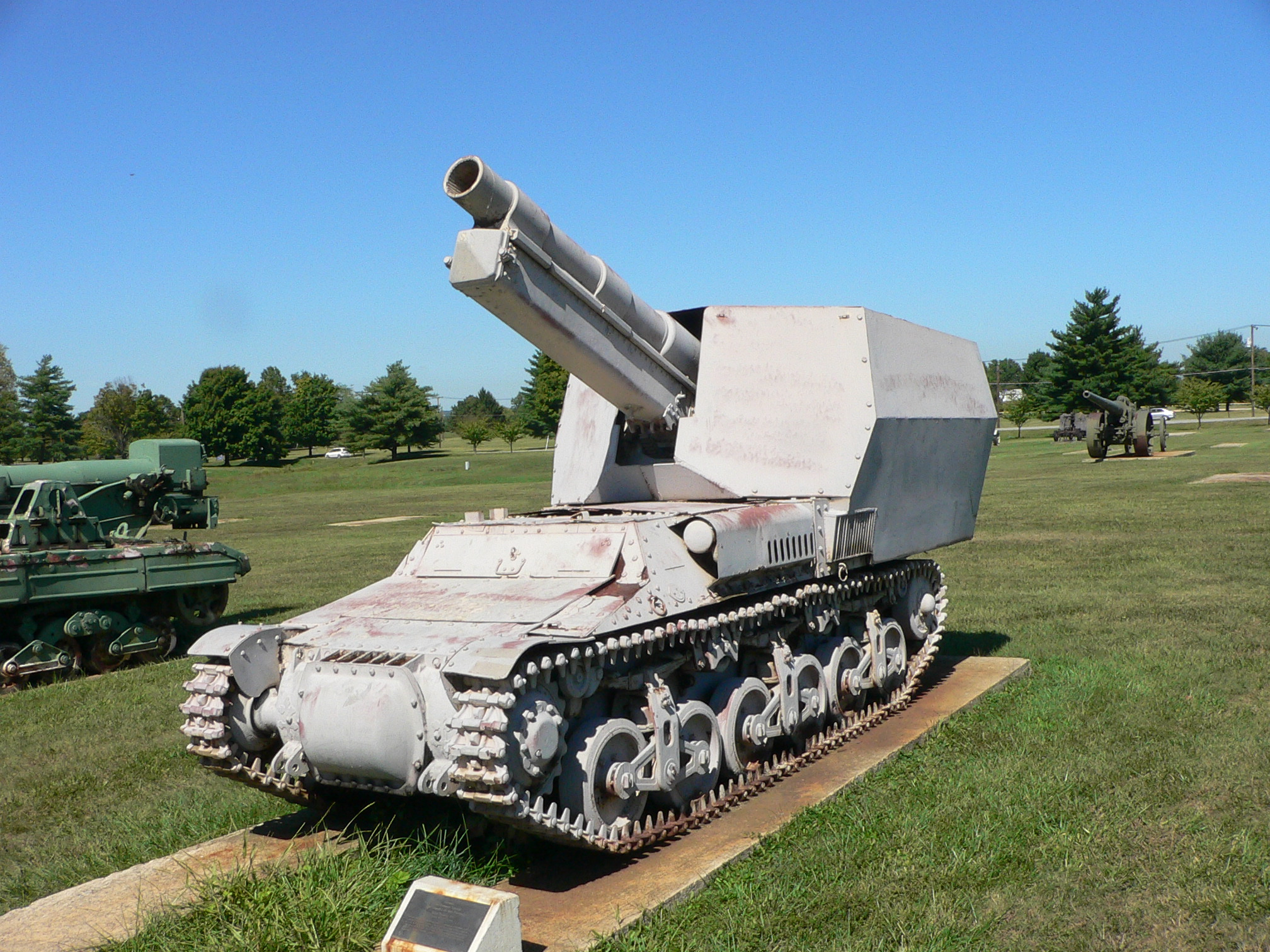
Le 15cm sFH13/1 (Sf) auf Geschützwagen Lorraine Schlepper (f), canon automoteur de 150 mm.

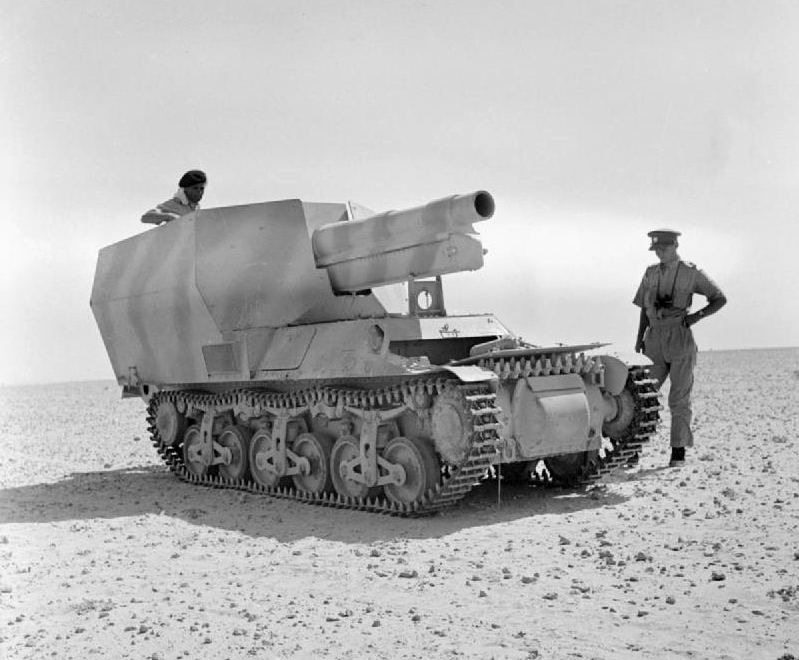
Un SdKfz 135/1 doté d'un canon de 150 mm, capturé lors de la seconde bataille d'El Alamein, 1942.

La Wehrmacht utilise les chenillettes Lorraine dans le cadre des Beutepanzer.

#### Véhicules de transport
- La Wehrmacht a fait un large usage « tel quel » des chenillettes de prise, sous les noms de « Lorraine Schlepper (f) » et « Gefechtsfeld-Versorgungsfahrzeug Lorraine 37L (f) » ou « Munitionstransportkraftwagen auf Lorraine Schlepper » selon qu'il s'agisse de l'utiliser comme tracteur ou comme véhicule ravitailleur.

- De même, les Allemands ont utilisé le VBCP 38L sous le nom de Lorraine 38L(f).

#### Véhicules modifiés
La chenillette Lorraine sert de base pour de nombreux véhicules en service dans la Wehrmacht :

##### Chasseur de chars
- En juillet-août 1942, le Baukommando Becker convertit 170 Lorraine en une « 7,5 cm PaK40/1 auf Geschützwagen Lorraine Schlepper (f) » ou Marder I, canon antichar automoteur de 75 mm. Il est employé comme chasseur de chars.

- On pensait pendant un temps que la « 4,7 cm Pak181(f) auf PanzerJäger Lorraine Schlepper (f) » constituait une autre conversion, supposition basée sur des photographies conservées dans les archives allemandes. Toutefois, il s'agissait en fait du Chasseur de Chars Lorraine dont il est fait état plus haut, conversion ad hoc construite en juin 1940 au sein de l'armée française.

##### Canon automoteur
Dans le même temps, plus d'une centaine d'autres véhicules sert de base à de l'artillerie automotrice :
- 94 « 15-cm sFH13/1 (Sf) auf Geschützwagen Lorraine Schlepper (f) » ou « Sd.Kfz. 135/1 » :
  - Une première tranche de 30 unités est confiée au Deutsches Afrikakorps ;
  - Une seconde tranche de 64 à 72 unités reçoit une chaise de route plus robuste[1].

- 26 « 10.5-cm leFH18(Sf) auf Geschützwagen Lorraine Schlepper (f) »[2].

- 30 chenillettes sont converties en véhicules d'observation d'artillerie, soit des « Beobachtungswagen auf Lorraine Schlepper (f) ».

- Les Allemands tentent également d'adapter l'obusier M30 de 122 mm soviétique, tombé entre leurs mains en grand nombre après les premières victoires de l'opération Barbarossa. Au moins un exemplaire d'une conversion intégrant ce canon a vu le jour, la « 12.2-cm schwere Feldhaubitze 396 (r) auf Geschützwagen Lorraine Schlepper (f) » voit ainsi le jour. Le véhicule a pris part aux combats durant l'été 1944 en France, monté sur un train blindé[3].

## Après la Seconde Guerre mondiale
Les tracteurs Lorraine ont été utilisés après la Seconde Guerre mondiale lors de différentes expériences. Bon nombre des exemplaires survivants ont été revendus à des fins civiles, utilisées pour transporter des grues ou des appareils de terrassement.
Néanmoins, Lorraine n'est pas parvenue à s'assurer d'une commande de l'armée française, malgré un fort lobbying ; il était en effet bien plus facile à cette époque d'acquérir pratiquement gratuitement du matériel abandonné par les Alliés.

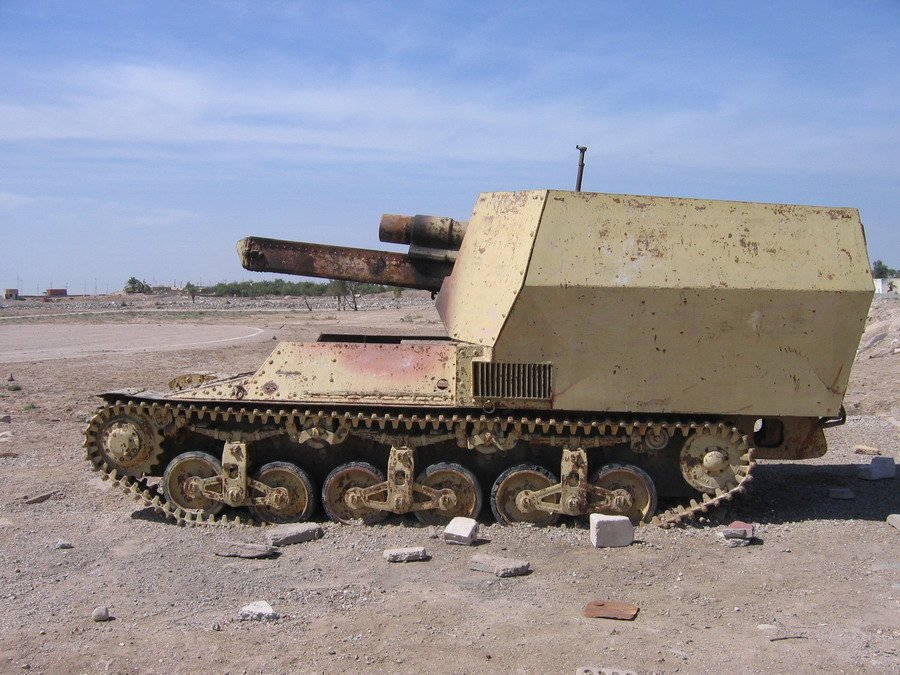
Une 15 cm sFH.13/1/ (Sf) auf Geschützwagen Lorraine prise en 2003 en Iraq à Basrah.

Pour les mêmes raisons, la tentative de vente à la Suisse en 1946 est un échec. Certains exemplaires de la Lorraine 37L restent dans les inventaires encore quelques années après la guerre ; son dernier utilisateur connu est la Syrie.